# Bacouël
Si busqueu el poble del Somme, vegeu Bacouël-sur-Selle.
Bacouël és un municipi francès, situat al departament de l'Oise i a la regió dels Alts de França. L'any 1999 tenia 387 habitants.

## Situació
Bacouël és el més important d'un grup de petits poblets que també comprèn poblacions com ara La Hérelle, Chepoix, Gannes o Le Mesnil-Saint-Firmin. És travessat per la important carretera D930, que uneix Montdidier i Breteuil.

## Administració
Bacouël forma part del cantó de Breteuil, que al seu torn forma part de l'arrondissement de Clermont. L'alcalde de la ciutat és Albert Mazand (2001-2008).